# Atentado a la embajada de Israel en Paraguay
El ataque terrorista a la Embajada de Israel en Paraguay sucedió el 4 de mayo de 1970, perpetrado por dos hombres palestinos pertenecientes a la organización Al Fatah, quienes asesinaron a una persona e hirieron de gravedad a otra. Ha sido el primer atentado contra una embajada de Israel en el mundo.

## Historia
Aproximadamente las 10:30 del 4 de mayo, dos muchachos jóvenes de origen árabe se acercaron a la recepción de la Embajada, queriendo ver al entonces embajador de Israel en Paraguay Benjamín Varón. Las posteriores víctimas, Diana Zawluk y Edna Peer, quienes atendieron a estos dos muchachos, les informaron que el embajador no se encontraba presente en ese momento, por ende los hombres se retiraron.
Una hora después, cerca de las 11:30, los dos jóvenes interrumpen violentamente la embajada, atacando a disparos a estas dos chicas, hiriendo de gravedad primeramente a Diana Zawluk, y luego asesinando de un disparo al corazón a Edna Peer, esta última había salido de su oficina al escuchar los gritos de Diana, encontrándose frente a quien sería su verdugo.
En posteriores investigaciones por parte de la Policía Nacional, se comprobó que ambos autores del crimen eran de origen palestino, que pertenecían a la organización Al Fatah -organización que había comenzado su lucha armada contra Israel en los años '60. Sus nombres eran Kalid Abed Rabu Derwish Kassab, 21 años, estudiante de mecánica, y  Talal Mota Demasi, 20 años, estudiante de ingeniería electrónica. Los dos hombres habían llegado al país un mes atrás, originalmente eran un grupo de siete árabes que se hospedaron en San Lorenzo, aunque el resto partió luego de unos días al Brasil. 